# Dārmāhī
Dārmāhī (persiska: دارماهی, دارموئی, Dārmū‘ī) är en ort i Iran.   Den ligger i provinsen Lorestan, i den västra delen av landet, 400 km sydväst om huvudstaden Teheran. Dārmāhī ligger 1 475 meter över havet och antalet invånare är 302.
Terrängen runt Dārmāhī är kuperad åt nordost, men åt sydväst är den bergig.Runt Dārmāhī är det ganska tätbefolkat, med 72 invånare per kvadratkilometer. Närmaste större samhälle är Sarāb-e Dowreh, 19,5 km sydväst om Dārmāhī. Omgivningarna runt Dārmāhī är i huvudsak ett öppet busklandskap.